# Julius Hochenegg

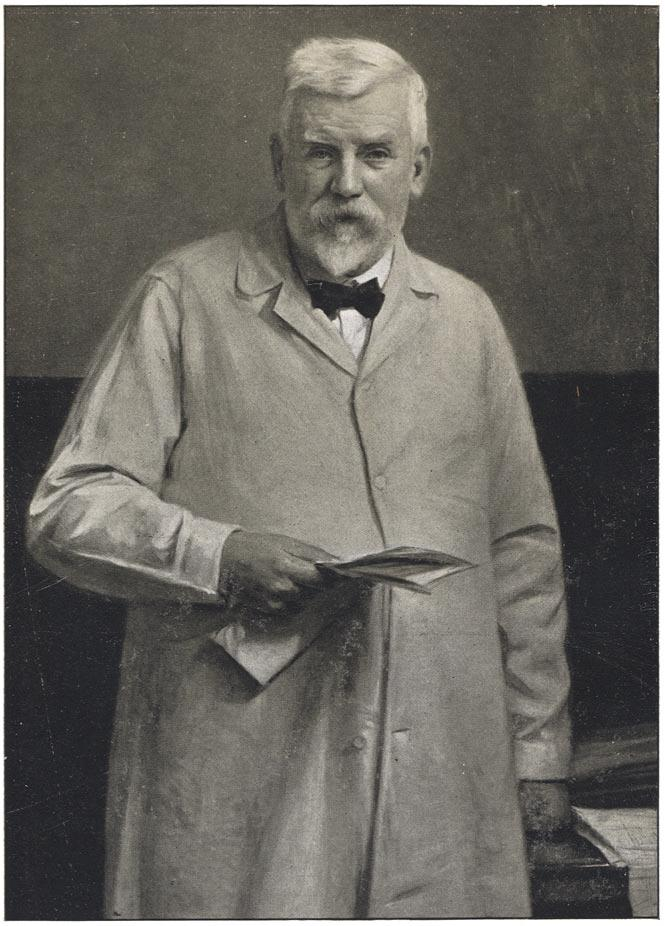
Julius von Hochenegg, vor 1930

Julius von Hochenegg (* 2. August 1859 in Wien; † 11. Mai 1940 ebenda) war ein österreichischer Chirurg.

## Leben

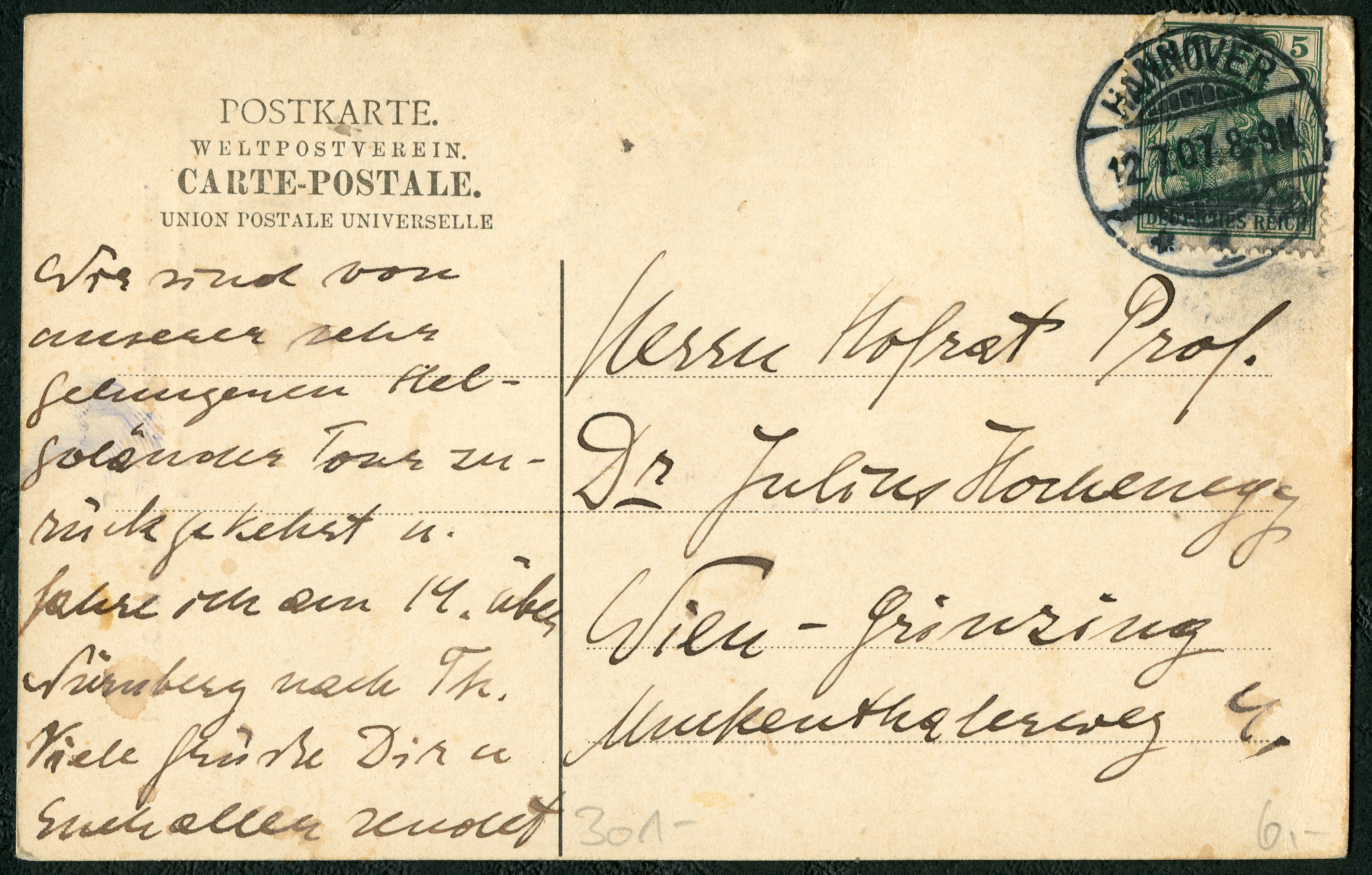
„Herrn Hofrat Prof. Dr. Julius Hochenegg / Wien – Grinzing / Mukenthalerweg 4“;
Ansichtskarte von Zedler & Vogel aus Hannover vom 12. Juli 1907

Hochenegg studierte in Wien und schloss das Medizinstudium mit der Promotion im Jahr 1884 ab, 1889 wurde er Dozent für Chirurgie, 1891 Abteilungsvorstand an der Allgemeinen Poliklinik, 1894 Universitätsprofessor für Chirurgie an der Universität Wien und 1904 Vorstand der dortigen II. Chirurgischen Klinik.
Er befasste sich unter anderem mit der chirurgischen Behandlung von Darmkrebs. Julius Hochenegg wurde am 12. November 1914 von Kaiser Franz Josef in den Adelsstand erhoben. Er hatte im Mai 1892 eine operative Darmausschaltung am Menschen durch die End-zu-End-Vereinigung des Ileums mit Colon ascendens durchgeführt, verbesserte die Krebschirurgie, errichtete ein Röntgeninstitut und gründete 1909 mit Anton Eiselsberg die ersten Unfallstationen der Welt an der I. und II. Univ.-Klinik für Chirurgie im Allgemeinen Krankenhaus Wien. Mit den Ärzten Anton Eiselsberg, Richard Paltauf, Alexander Fraenkel, Ludwig Teleky und Josef Winter gründete er am 20. Dezember 1910 die k&k österreichische Gesellschaft für Erforschung und Bekämpfung der Krebskrankheit, die Vorläuferorganisation der Österreichischen Krebshilfe.
Julius Hochenegg wurde am 12. November 1937 zum Ehrenmitglied der Gesellschaft der Ärzte in Wien gewählt.
Er wurde am Grinzinger Friedhof bestattet.
Im Jahr 1960 wurde in Wien-Döbling (19. Bezirk) die Hocheneggasse nach ihm und seinem Bruder Carl benannt (Schreibweise aus 1960 – der Straßenname wurde nicht an die neue Rechtschreibung angepasst, nach der es Hochenegggasse heißen müsste).
Arthur Schnitzler erwähnt Hocheneggs „Rohheit und Dummheit“ in seinem Tagebuch und benutzte ihn in Professor Bernhardi als Vorlage für den deutschnationalen Abteilungsleiter Ebenwald.

## Familie
Julius Hochenegg stammte aus einer Tiroler Familie. Seine Eltern waren der Hof- und Gerichtsadvokat Johann Baptist Hochenegg (1814–1899) und dessen Ehefrau Cäcilie von Winiwarter (1831–1862). Der Professor Carl Hochenegg (1860–1942) war sein Bruder und der Jurist und Hochschullehrer Joseph von Winiwarter sein Großvater.
Julius Hochenegg heiratete 1890 in Wien Julie Mauthner von Mauthstein (1863–1942), die Tochter des Juristen Wilhelm Mauthner von Mauthstein. Sein Sohn starb als Soldat, seine Tochter Johanna heiratete den Professor der Chirurgie Fritz Kaspar (1885–1943).

## Veröffentlichungen (Auswahl)
- Beiträge zur Chirurgie des Rektums und der Beckenorgane. In: Wiener Klinische Wochenschrift. Band 515, 1888.
- Zur Therapie der Darmkarzinome. In: Zentralblatt für Chirurgie. Band 108, 1902.
- Zur Zökalchirurgie und zur Ileokolostomie. In: Wiener Klinische Wochenschrift. Band 947, 1912.
- Zur totalen Darmausschaltung. In: Wiener Klinische Wochenschrift. Band 947, 1912.